# Nephropsis atlantica
Nephropsis atlantica är en kräftdjursart som beskrevs av Norman 1882. Nephropsis atlantica ingår i släktet Nephropsis och familjen humrar. IUCN kategoriserar arten globalt som livskraftig. Inga underarter finns listade i Catalogue of Life.